# Emarginula sicula
Emarginula sicula is een slakkensoort uit de familie van de Fissurellidae. De wetenschappelijke naam van de soort is voor het eerst geldig gepubliceerd in 1825 door J. E. Gray.